# Säbyviken

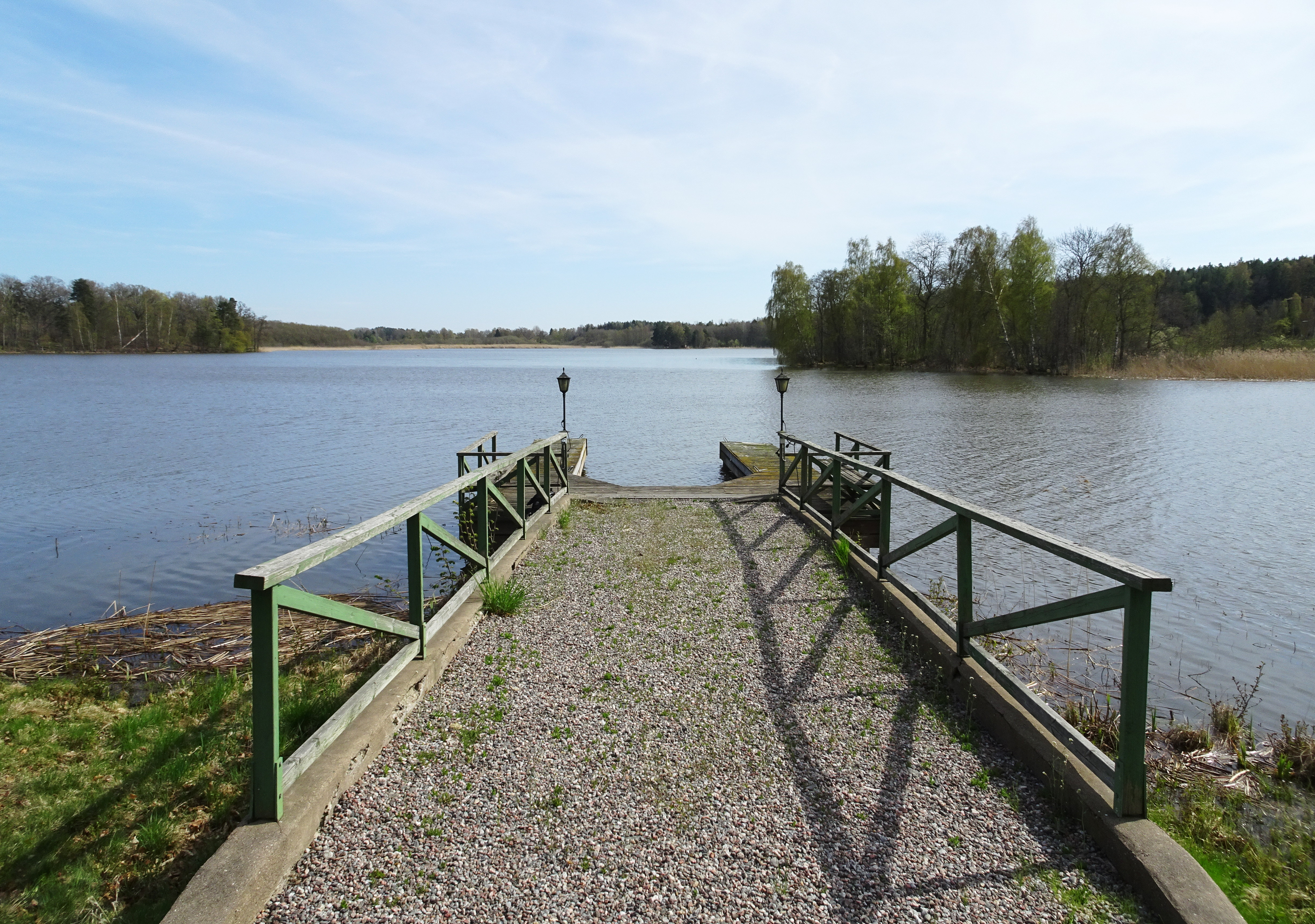
Säbyviken, sedd från Säby gårds brygga.

Säbyviken är en vik av Mälaren i Strängnäs kommun som sträcker sig från väster in i Aspön. 
Viken har sitt namn efter det tidigare säteriet Säby med rötter tillbaka till 1600-talet. Vikens längd är ungefär 3,4 kilometer och dess bredd varierar mellan 250 och 540 meter. Maximalt djup är omkring nio meter. Största ön heter Kalvholmen. Vikens innersta spets håller på att växa igen. 
Förutom Säby herrgård, som ligger vid vikens norra sida fanns även ett av Mälardalens många tegelbruk, Säby tegelbruk, vid Säbyviken.